# 42. Sinfonie (Haydn)
Die Sinfonie Nr. 42 D-Dur komponierte Joseph Haydn im Jahr 1771 während seiner Anstellung als Kapellmeister beim Fürsten Nikolaus I. Esterházy.

## Allgemeines

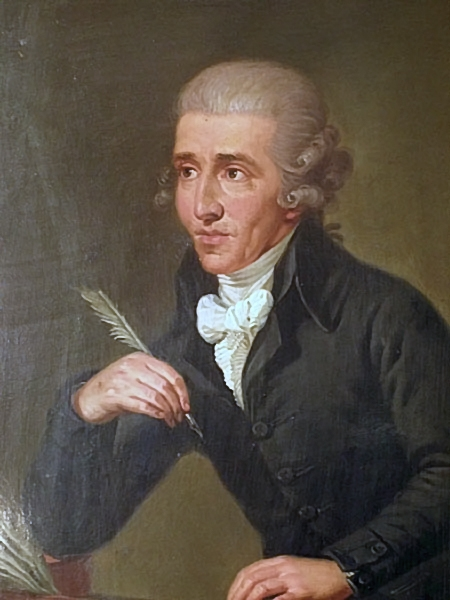
Joseph Haydn (Gemälde von Ludwig Guttenbrunn, um 1770)

Die Sinfonie Nr. 42 komponierte Haydn im Jahr 1771 während seiner Anstellungszeit beim Fürsten Nikolaus I. Esterházy. Bekannt ist das Werk durch die Streichung von drei Takten im zweiten Satz mit der Bemerkung Haydns „Dieses war vor gar zu gelehrte ohren“ Von Bedeutung ist zudem die Form des vierten Satzes für die Entwicklung des „Variationsrondos“.

## Zur Musik
Besetzung: zwei Oboen, zwei Hörner; zwei Violinen, Viola, Cello, Kontrabass. Zur Verstärkung der Bass-Stimme wurden damals auch ohne gesonderte Notierung Fagott und Cembalo-Continuo eingesetzt, wobei über die Beteiligung des Cembalos in der Literatur unterschiedliche Auffassungen bestehen. – Nur im vierten Satz schreibt Haydn in Takt 21 „2 Fagotti“ vor und fügte später „o Violoncelli“ hinzu, was bei den Abschriften des Werkes zu Verwirrung führte (bspw. ist in der Wiener Abschrift, die nur eine Fagott-Stimme aufweist, hier die Stimme des 2. Fagotts dem Cello zugewiesen). Möglicherweise hat Haydn die im 1773er-Katalog von Breitkopf & Härtel und auch im so genannten „Kees-Katalog“ angeführten Trompeten und Pauken, die nicht im Autograph notiert sind, nachträglich hinzugefügt.
Aufführungszeit: ca. 25–30 Minuten (je nach Einhalten der vorgeschriebenen Wiederholungen)
Bei den hier benutzten Begriffen der Sonatensatzform ist zu berücksichtigen, dass dieses Schema in der ersten Hälfte des 19. Jahrhunderts entworfen wurde (siehe dort) und von daher nur mit Einschränkungen auf die Sinfonie Nr. 42 übertragen werden kann. – Die hier vorgenommene Beschreibung und Gliederung der Sätze ist als Vorschlag zu verstehen. Je nach Standpunkt sind auch andere Abgrenzungen und Deutungen möglich.

### Erster Satz: Moderato e maestoso
D-Dur, 2/2-Takt (alla breve), 224 Takte

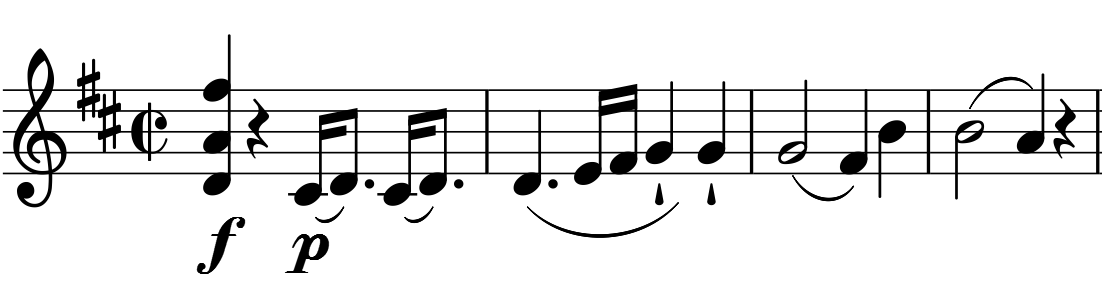
Beginn des Moderato e maestoso, 1. Violine

Der Satz beginnt mit einem Akkordschlag im Forte und einer Streicherantwort im Piano. Diese besteht aus zwei charakteristischen „Kratzfüßen“ (Vorschlagsfiguren) und einer anschließenden „höflichen Verbeugung“. Das viertaktige, etwas theaterhafte, aber auch marschartige Thema wird wiederholt und mit einem Lauf im Forte-Unisono abgeschlossen, jedoch in Takt 12 erneut als Fortspinnung aufgegriffen. Obwohl bereits im Forte beginnend, erfolgt hier eine weitere Steigerung durch zunehmende „Beschleunigung“ in den Notenwerten (anfangs in den Bläsern, dann in den Violinen) und durch die aufsteigende Melodielinie, die in Takt 18 mit dem dreigestrichenen D der 1. Violine ihren Kulminationspunkt erreicht. Dieser wird vier Takte lang mit Synkopen und Triolen betont, dann in einer rasanten Unisonopassage mit einem Umfang von zweieinhalb Oktaven stufenweise wieder abwärts geführt.
In Takt 26 ff. folgt ohne Zäsur das zweite Thema im Piano der Dominante A-Dur, das je nach Sichtweise aufgrund seines motivartigen Charakters auch als „kleiner lyrischer Überleitungsgedanke“ angesehen werden kann. Kernelement ist ein zweitaktiges Motiv mit Achtelfigur und Vorhalt (aus der „höflichen Verbeugung“ des ersten Themas ableitbar) in halben Noten, das in den Streichern versetzt auftritt und aus zwei jeweils zweitaktigen „Frage-Antwort“ – Einheiten besteht.
Ab Takt 34 wiederholt die 1. Violine die Achtelfigur, während 2. Violine und Viola eine aufsteigende Linie in ganzen Noten spielen. Haydn baut hier unter Auslassung des Basses erneut Spannung auf. Der Forte-Einsatz ab Takt 41 mit Pendelfigur und Läufen abwärts in den Violinen hält die Spannung zunächst noch durch Betonung der Doppeldominanten E als ausgehaltenen Liegeton in den Hörnern und im (hohen) Bass. Die Spannung löst sich dann im Folgenden zwischen E-Dur und A-Dur wechselnden Abschnitt, der weitere kleinere Motive enthält: im Bass eine gebrochene Akkordfigur abwärts über Streichertremolo (Takt 47–51), ein absteigendes Motiv der Violinen mit Chromatik (Takt 51–54) und eine aufsteigende, sangliche Legato-Figur der Oboen (von den Streichern im Tremolo begleitet) mit Schlusswendung (Takt 55–65).
Kurz vor dem Ende der Exposition folgt ab Takt 65 noch ein einprägsames, echohaft wiederholtes „schnippisches Liedchen“ der Streicher, beantwortet vom sanglichen Tutti mit stimmführenden Oboen. Je nach Sichtweise kann diese Passage als drittes Thema angesehen werden.
Die Durchführung (Takt 82–132) beginnt überraschenderweise mit dem „Kratzfuß“ im Fis-Dur – Forte, die Bewegung verebbt jedoch und bricht in Takt 88 mit einer Generalpause inklusive Fermate vollständig ab. Daraufhin setzt in einer Scheinreprise das erste Thema in der Tonika D-Dur ein, gefolgt von geheimnisvoll-nebeligen Modulationen, die von G-Dur zum entfernten Cis-Dur und zurück führen (Takt 93–107). Nach weiter Verarbeitung der „Kratzfüße“ sowie einer chromatischen Passage mit Tremolo der Violinen und charakteristischen Sprüngen im Bass schließt sich ab Takt 124 die Rückleitung zur Reprise an.
In der Reprise (ab Takt 133) sind die Hörner und Oboen im ersten Thema nun von Anfang an beteiligt, die Oboen auch stimmführend. Nach der Wiederholung des Themas folgt ein „träumerischer Einschub, als wollte Haydn die anfängliche Verbeugung bis zum Aberwitz übertreiben, bis sie schließlich irgendwo in der Luft hängen bleibt und erstarrt.“ Die Vorhaltsfiguren der „Verbeugung“ werden dann im Tutti dialogisch fortgeführt und gehen in Takt 160 in das zweite Thema über, das gegenüber der Exposition auf 18 Takte erweitert ist. Mit dem plötzlichen Wechsel zum Forte und dem Hinzutreten der Bläser bekommt der Abschnitt durchführungsartige Züge. Die übrige Reprise verläuft ähnlich der Exposition. Der Satz endet mit einer D-Dur-Fanfare im Fortissimo (Takt 219 ff.). Exposition sowie Durchführung und Reprise werden wiederholt.
Ludwig Finscher spricht von einem „dramatisch erregten“ und „sehr klar gegliederten Sonatensatz“. Nach Howard Chandler Robbins Landon weist der Satz insgesamt Einflüsse der Italienischen Oper auf. Robbins Landon wertet die Passage ab Takt 65 als zweites Thema und sieht dementsprechend den Abschnitt zwischen dessen Ankündigung durch Erreichen der Dominante in Takt 26 und dem Eintritt in Takt 65 als stark verlängert an: Haydn erlaube sich den „Luxus eines Einschubes von mehr als drei Dutzend Takten.“ Das Thema ab Takt 65 habe dann die Position eines unbekümmerten nachträglichen Einfalls, der nicht mehr ganz ernst zu nehmen sei. Peter Brown sieht in dem Satz eine Parodie auf die italienische Opernouvertüre, z. B. mit der Abfolge von musikalischen „Klischees“ am Satzanfang.

### Zweiter Satz: Andantino e cantabile
A-Dur, 3/8-Takt, 167 Takte, Streicher mit Dämpfern
Das erste Thema mit periodischen Aufbau hat einen ausgesprochen sanglichen, ruhigen Charakter. Es wird von den Streichern mit stimmführenden 1. Violinen vorgetragen, wobei der ganze Satz durch die Dämpfung der Violinen eine nebelig-verhangene Klangfarbe bekommt. Das Thema wird dreimal variiert wiederholt: in der Tonika A-Dur (Takt 9 ff.), in der Dominante E-Dur (Takt 17 ff.) und in der Doppeldominante H-Dur, wobei die Variation von Mal zu Mal stärker wird.
Das zweite Thema (eher: Motiv) folgt – wie im ersten Satz – ohne Zäsur ab Takt 34. Es besteht aus einer zweitaktigen ab-auf – Bewegung von 1. Violine und Bass im Dialog, wobei die 2. Violine als „nuschelnde“ Figur begleitet. Diese wird dann auch von der 1. Violine nachsatzartig aufgegriffen.
Anschließend (Takt 40 ff.) verebbt die Musik immer mehr, bis in Takt 46/47 nur noch die 1. Violine im Pianissimo mit Tonrepetitionen von H übrig bleibt. Ursprünglich war von Haydn hier eine andere Fassung beabsichtigt mit drei zusätzlichen Takten der 1. Violine (im ersten dieser Takte mit der Wendung His – Cis – Dis – Cis) Dieses erschien ihm im  Nachhinein aber wohl als zu gewagt: Er strich die drei Takte mit der Bemerkung „Dieses war vor gar zu gelehrte ohren“ (analog fallen dann auch die drei Takte nach Takt 143 in der Reprise aus). Karl Geiringer sieht die Streichung der drei Takte als „Absage an den Rationalismus“ und Kennzeichen einer neuen Schaffensphase Haydns, „in der des Komponisten Ausdrucksweise einen stark ausgeprägten empfindsamen Charakter annimmt und dem literarischen ‚Sturm und Drang‘ nahe kommt.“

„Wem aber könnten nun ‚die gelehrten Ohren‘ gehört haben, wenn nicht dem Fürsten selbst, die Haydn zur Entfernung der Wendung veranlassen hätten können? (…) Vielleicht war es das noble Thema und seine schlichte Wirkung, die Haydn letztlich davon abhielt, neuerlich über H nach His zu Cis-Dur zu gelangen, sodass er die betreffenden Takte mit seiner Anmerkung ‚Dieses war vor gar zu gelehrte Ohren‘ einfach strich. Die Stelle, wo er das vorgesehen hatte, ist angesichts der ‚ersterbenden‘ ersten Violine ohnedies schon auffällig genug.“

Das zweite Thema wird in Takt 49 ff. nochmals unter Beteiligung der Oboen wiederholt. Es folgt eine Passage mit Synkopen und Chromatik (Takt 55 ff.) sowie einem Crescendo bis zum Fortissimo in Takt 64/65, an das sich die floskelartige Schlussgruppe im Pianissimo mit pochendem Bass auf E anschließt und die Exposition in Takt 69 beendet.
Die Durchführung (Takt 70–110) ist fast durchweg in Moll gehalten. Sie beginnt mit dem zweiten Thema in e-Moll und schwenkt nach einem kurzen Ausbruch vom C-Dur – Forte zum ersten Thema, das nach e-Moll, h-Moll und fis-Moll geführt wird. „Am Ende des Abschnitts scheint es, als suche die Musik voller Beklemmung einen Ausweg aus der dunklen Region des fis-moll, bis mit der plötzlichen Wiederkehr des Themas in A-Dur, d. h. mit der Reprise dieser Ausweg gefunden ist – eine Partie von großer Eindringlichkeit.“
An der Reprise (Takt 115 ff.) sind beim Einsatz des ersten Themas neben den Oboen auch erstmals im Satz die Hörner (z. T. mit stimmführend, T. 118 ff.) beteiligt. Der Vordersatz vom Thema wird wiederholt, dafür fallen die ersten beiden Wiederholungen weg. Die übrige Reprise ist ähnlich der Exposition strukturiert. Exposition sowie Durchführung und Reprise werden wiederholt.

### Dritter Satz: Menuet. Allegretto
D-Dur, 3/4-Takt, mit Trio 80 Takte
Das beschwingt-heitere Menuett beginnt im Forte-Tutti mit Akkordschlägen und Triolen, gefolgt von einer kontrastierenden Antwort im Piano, bei der die 1. Violine chromatisch aufwärts, der Bass chromatisch abwärts geführt wird. Im zweiten Teil (Takt 11 ff.) schließt sich eine in Triolen umspielte A-Dur – Tonleiter aufwärts an. Nach einer kurzen Zäsur und durch Pausen unterbrochenen Einschub der Anfangsfigur (Akkordschläge + Triolenfloskel) fängt in Takt 21 erneut eine Passage an, bei der die Streicher in Legato-Vierteln in Gegenbewegung geführt sind. Über einen E-Dur – Septakkord wird in Takt 29 das Wiederaufgreifen des Anfangsgedankens erreicht.
Das Trio steht ebenfalls in D-Dur und ist nur für Streicher gehalten. Kennzeichnend ist der Wechsel von einer „stolzierenden“ Figur im Pizzicato, die in der 1. Violine mit einem gebrochenen D-Dur – Akkord beginnt (von der 2. Violine imitiert), und einem wiegenden Legato-Abschnitt.

### Vierter Satz: Finale. Scherzando e presto
D-Dur, 2/4-Takt, 148 Takte
Die Form des Satzes wird von mehreren Autoren hervorgehoben:
- „(…) das Finale aber ist eine hybride Verbindung von  Rondo, Variation und thematischer Arbeit, wie sie Haydn kein zweites Mal geschrieben hat.“[7]
- „Es ist ein „Variations-Rondo“, jene Form, die Haydn später noch in so mancher Symphonie großartig und von den Zuhörern seiner Zeit umjubelt einzusetzen weiß. Hier, in Symphonie Nr. 42, macht er das zum ersten Mal.“[4]

Der Satz, der gemäß seiner Bezeichnung „Scherzando e presto“ einige Überraschungen bereithält, lässt sich grob wie folgt strukturieren:
- Vorstellung des Hauptthemas (Refrain) im Streicherpiano, Takt 1–20. Das Thema ist periodisch angelegt und durch eine fortlaufende Achtelbewegung in den Violinen gekennzeichnet. Vorder- und Nachsatz werden jeweils wiederholt (so auch im weiteren Satzverlauf).
- 2. Couplet Takt 21–36 für Bläser und (Kontra-)Bass[16], piano.
- Variation 1 vom Refrain Takt 37–56: Die Violinen umspielen das Thema in Sechzehnteln, piano.
- 2. Couplet Takt 57–97: dreiteilige Anlage: 1. Teil in d-Moll mit charakteristischem Auftaktmotiv und Forte-Antwort (erstes Forte im Satz); 2. Teil in F-Dur, ab Takt 82 Wiederholung des d-Moll – Teils, dieser bleibt jedoch mit dem Auftaktmotiv im Pianissimo „stecken“.
- Variation 2 vom Refrain Takt 98–117: Streicher wie am Anfang, dazu Bläserbegleitung, piano.
- Coda Takt 118 ff: Der Themenkopf vom Refrain wird anfangs abwärts sequenziert, jedoch bleibt die Musik auf einem A-Dur – Akkord mit Fermate erneut hängen. Der erste „Anlauf“ mit dem Auftaktmotiv vom 2. Couplet führt nach einer Tremolopassage überraschend zum Trugschluss auf h-Moll. Wieder lässt Haydn nun die Streicher mit dem Auftaktmotiv die richtige Tonart suchen. Der zweite energische Anlauf hat dann Erfolg und beendet mit aufsteigenden Sechzehnteln und Tremolo die Sinfonie.

Es bestehen insofern Ähnlichkeiten zum Rondo, als das Thema (Refrain) von Zwischenpassagen (Couplets) unterbrochen im Satzverlauf wieder aufgegriffen wird. Andererseits weist der Satz Variationszüge auf, da das Thema nicht in derselben Gestalt, sondern variiert wiederholt wird.